# Melanesian Mission
La Melanesian Mission ("Mission Mélanesienne") est une mission anglicane qui soutient le travail des Églises anglicanes en Mélanésie. Elle a été etablie pour acheter le navire Southern Cross.

## Histoire
Parmi les missionnaires:
- Percy Temple Williams (19 mars 1866 - 12 octobre 1933) qui faisait partie de la mission de 1895 à 1899, au Queensland, et de 1900-1903 à Guadalcanal[1].

## Activités actuelles
Aujourd'hui, la mission continue de soutenir financièrement l'Église anglicane de la Mélanésie, une province autonome de la Communion anglicane. Son siège social est à Feniton, Devon.